# Rob Alflen
Rob Alflen (Utrecht, 7 maggio 1968) è un allenatore di calcio ed ex calciatore olandese, di ruolo centrocampista.

## Palmarès

### Giocatore

#### Competizioni nazionali
- Campionato olandese: 1

Ajax: 1993-1994
- Coppa dei Paesi Bassi: 1

Ajax: 1992-1993

#### Competizioni internazionali
- Coppa UEFA: 1

Ajax: 1991-1992
- UEFA Champions League: 1

Ajax: 1994-1995